# Eugeniusz Sawczyn

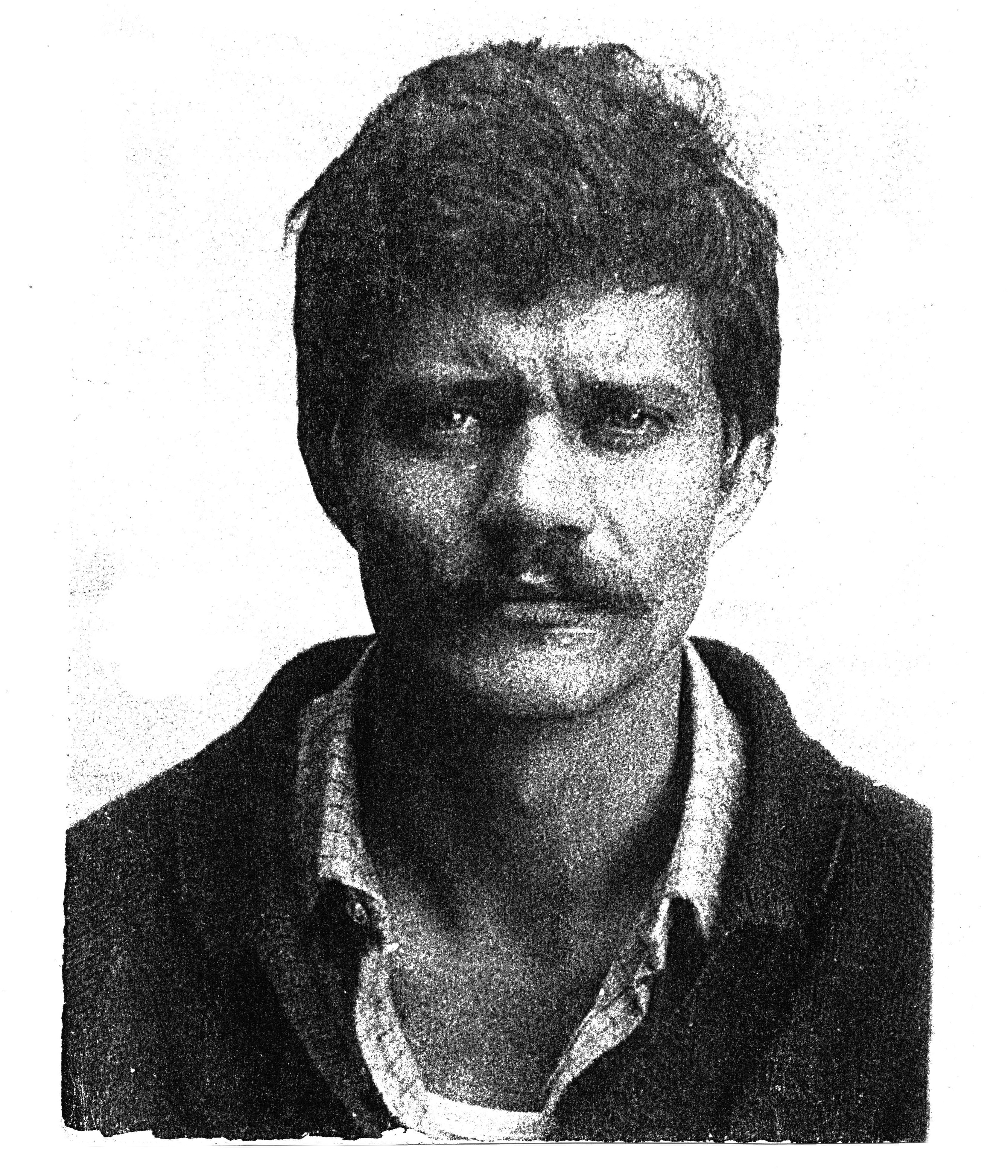
Eugeniusz Sawczyn, polski rzeźbiarz, medalier, rysownik (1956–1998)

Eugeniusz Sawczyn (ur. 1956 w Olszanicy, zm. 1998) – polski rzeźbiarz, medalier, rysownik.

## Życiorys
Ukończył Państwowe Liceum Sztuk Plastycznych im. Stanisława Wyspiańskiego w Jarosławiu. Studiował w Akademii Sztuk Pięknych w Warszawie na Wydziale Rzeźby.
Po uzyskaniu dyplomu w 1981 roku, w pracowni prof. Gustawa Zemły, został na wydziale i do 1990 roku pracował jako asystent, a potem adiunkt. Wyemigrował do Kanady. Wziął udział w wielu polskich i zagranicznych konkursach, a także ekspozycjach rzeźby i medalierstwa. Zmarł w Toronto w 1998 roku.

## Świat Rzeźb Sawczyna
Twórczość Eugeniusza Sawczyna to niewielkie, przestrzenne rzeźby oraz plakiety układające się w tematyczne serie. Formy te emanują odrębnością, intymnością, a przede wszystkim osamotnieniem. Jednak samotność ta jest w ostatecznym rachunku pozorna – dzieła te mają bowiem jeszcze jeden wymiar otwierający przedstawione w nich postacie, a także nas, widzów, na świat duchowy. Odnajdujemy więc tam także nadzieję na przezwyciężenie ludzkiej skończoności i na uczestnictwo w innego rodzaju wspólnocie – wspólnocie dusz.

## Najważniejsze Wystawy i Nagrody
- 1985 "Międzynarodowy Konkurs Sztuki Młodzi Ludzie dla Pokoju" Toruń, Polska
- 1986 "Piąte Biennale Małych Rzeźb" Poznań, Polska
- 1986 "Pierwsze Triennale Rzeźby Portretowej" Gdańsk, Polska. Srebrny medal za płaskorzeźbę
- 1987 "Radość Życia i Pokoju, Konkurs Medalowy" Warszawa, Polska - pierwsze miejsce, drugie miejsce i wyróżnienie
- 1987 "Trzecia Wystawa Polskiego Medalierstwa" Toruń, Polska
- 1988 "Drugie Triennale Rzeźby Portretowej" Brązowy medal za płaskorzeźbę
- 1988 "Biuro Wystaw Artystycznych Włocławek" Polska
- 1998 "Wystawa Indywidualna" Lubin, Polska
- 1989 "Wystawa Rzeźby Wydziału Międzynarodowe Akademie i Uniwersytety Europy" Dusseldorf, Niemcy
- 1990 "Wystawa Płaskorzeźby" Helsinki, Finlandia
- 1991 "Międzynarodowa Wystawa Sztuki Metro Toronto Convention Centre" Toronto, Kanada
- 1996 "XII Międzynarodowe Biennale, Centro Dantesco" Ravenna, Włochy. Honorowe Wyróżnienie medalem pamiątkowym